# Ригель (звезда)
Ри́гель — одна из ярчайших звёзд на небе, околоэкваториальная звезда, β Ориона. Бело-голубой сверхгигант. Название по-арабски значит «нога» (имеется в виду нога Ориона). Имеет визуальную звёздную величину 0,12m. Ригель находится на расстоянии примерно 860 световых лет от Солнца. Температура его поверхности 12 130 К (спектральный класс B8I-a), диаметр около 110 млн км (то есть в 79 раз больше Солнца), а абсолютная звёздная величина −7,92m; его светимость примерно в 120 000 раз выше солнечной.
Древние египтяне связывали Ригель с Сахом — царём звёзд и покровителем умерших, а позже — с Осирисом.

## Физические параметры

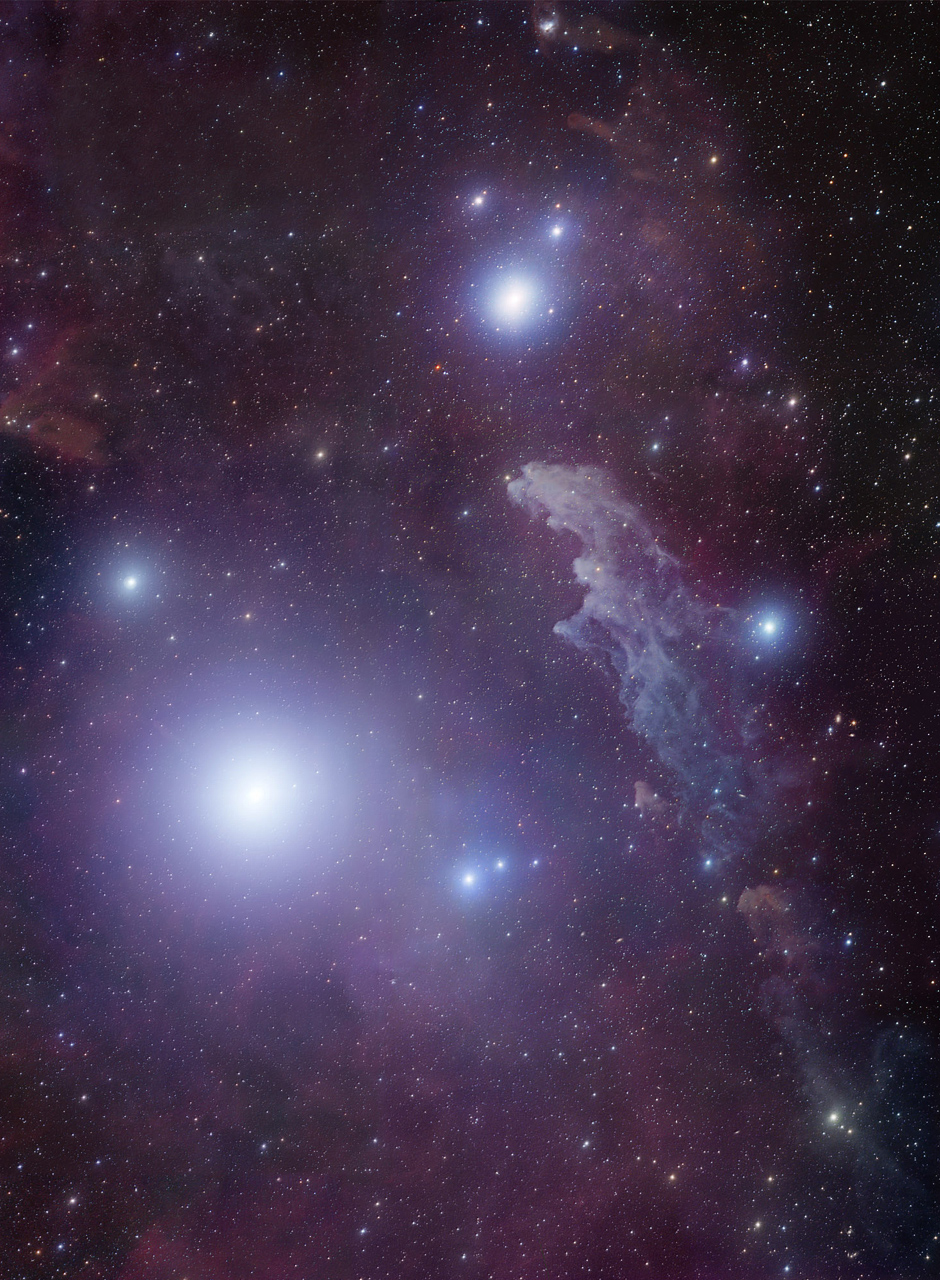
Ригель и туманность IC 2118, которую он освещает.

По данным спектроскопических измерений, расстояние до Ригеля оценивается в 700—900 световых лет (210—280 пк). Данные каталога Hipparcos (2е изд.) на основе параллакса Ригеля дают расстояние в 860 св. лет (264 пк), с погрешностью около 19 %. Звезда Ригель является голубым сверхгигантом, в 17 раз массивнее Солнца, имеет яркость около 120 тыс. солнечных. Большинство подобных звёзд концентрируются на линии Млечного Пути на небе. С расстояния 1 а. е. (от Солнца до Земли) Ригель имеет звёздную величину −38m и представляет собой огромный круг с угловым диаметром в 35°. Поток излучения звезды на 1 м² составляет более 150 МВт (около 15 кВт/см²), а солнечный равен лишь 1,4 кВт/м². Любой объект, расположенный на расстоянии 1 а. е. от Ригеля, испарится и рассеется сильным звёздным ветром.
Будучи очень яркой звездой, Ригель освещает пылевые облака, находящиеся в непосредственной близости. Наиболее заметным из таких облаков является IC 2118 (туманность Голова Ведьмы). Также связана с Ригелем и туманность Ориона, которая, однако, расположена почти вдвое дальше от Земли. Ригель иногда классифицируется как отдалённый член ассоциации Орион ОВ1, и наряду с другими яркими звёздами в той области неба, вероятно, он является членом ассоциации Тельца-Ориона ОВ1, которая ещё формируется.
Ригель является переменной звездой с нерегулярным циклом, характерным для сверхгигантов, и имеет диапазон звёздной величины от 0,03 до 0,3 и период примерно 22—25 дней. Система Ригель состоит из трёх звёзд. Иногда предполагается наличие четвёртой звезды в системе, но это обычно считается неверным толкованием изменчивости основной звезды, которая может быть вызвана физическими пульсациями поверхности.

### Космическая фотометрия
Ригель наблюдался канадским спутником MOST почти 28 дней в 2009 году. Яркость этого сверхгиганта периодически изменялась в небольших пределах. Постепенные изменения потока излучения указывают на наличие долгопериодичных пульсаций звезды.

### Спектроскопические наблюдения
Ригель имеет вокруг себя ореол газа. Его происхождение связано с образованием звезды.

## Система

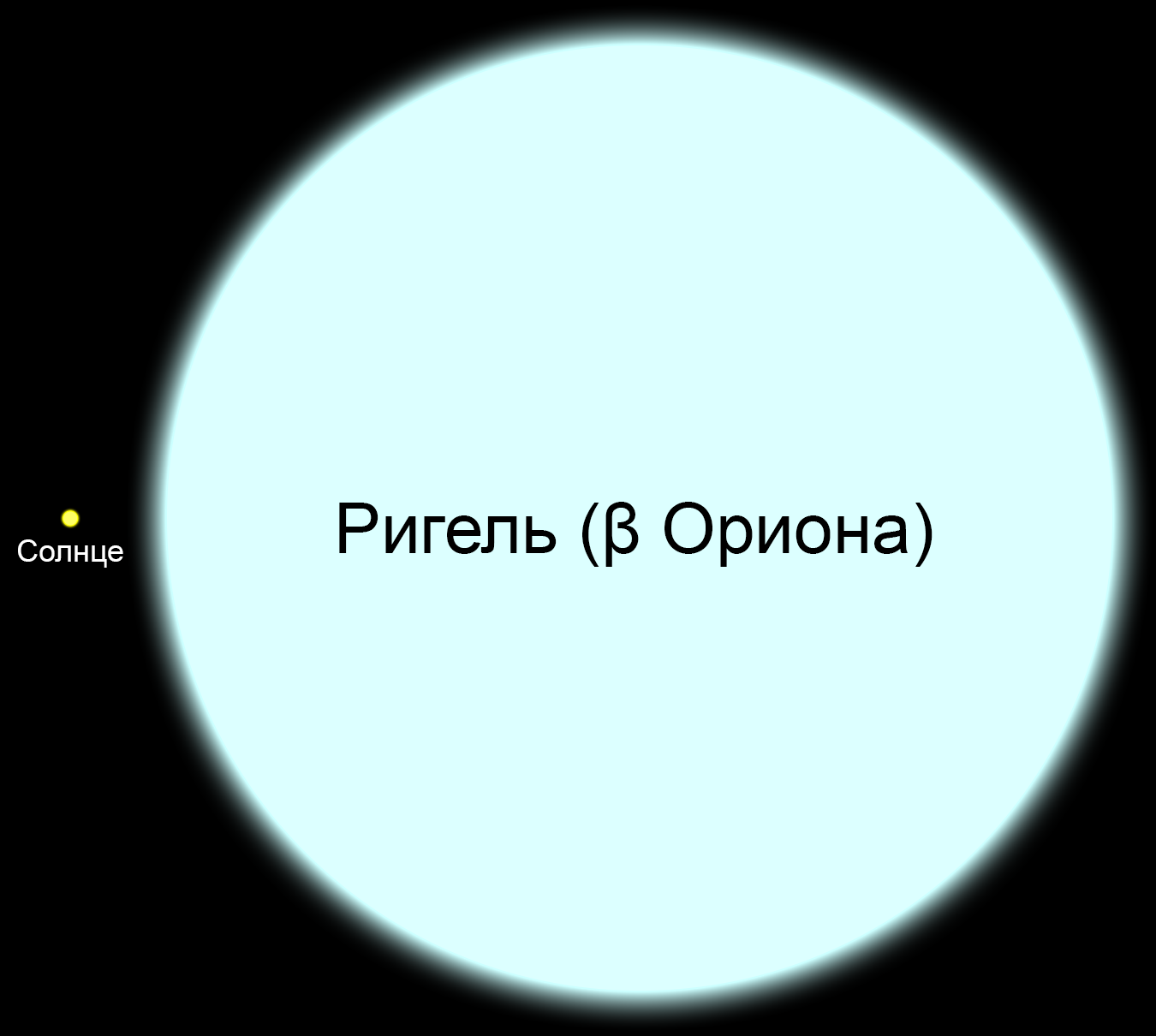
Сравнительные размеры Солнца и Ригеля

Звезда Ригель известна как визуальная двойная ещё с 1831 года, когда она была впервые изучена В. Я. Струве. Ригель B является слабой звездой с видимой величиной +6,7m, яркость которой уступает Ригелю в 500 раз. Из-за близости к главной звезде, компонент B можно уверенно наблюдать только в 7-сантиметровый телескоп. По оценкам, расстояние от компонента B до главной звезды составляет более 2200 а. е., что исключает наблюдение признаков орбитального движения.
Ригель B является спектрально двойной звездой, состоящей из двух звёзд главной последовательности, обращающихся вокруг общего центра масс за 9,8 суток. Обе звезды относятся к спектральному классу B9V. Ригель B является более массивной звездой в этой паре — его масса составляет 2,5 массы Солнца против 1,9 у Ригель C.
В конце XIX — начале XX века существовали споры относительно видимой бинарности Ригеля B. Одни наблюдатели заявляли, что видели его в качестве двойной системы, а другие это опровергали. Многие сторонники бинарности Ригеля B зачастую не могли повторить свои наблюдения. Наблюдения исключали вероятность наличия видимого спутника у Ригеля B.

## Культурное значение
Маори праздновали Матарики (новый год) в первый восход Плеяд и Ригеля.

## Ближайшее окружение
Следующие звёзды расположены в радиусе 20 световых лет от звезды Ригель А.
| Звезда          | Спектральный класс | Расстояние, св. лет | Абс. зв. величина | Видимая величина (с Ригеля А) |
| Ригель В        | B9V                | 0,03223             | −0,52             | −15,55                        |
| Ригель С        | B9V                | 0,03223             | −0,52             | −15,55                        |
| TYC 4763-516-1  | G0V                | 12,65               | 3,99              | 1,93                          |
| TYC 5331-1211-1 | F6V                | 16,81               | 3,23              | 1,79                          |
| TYC 5331-1024-1 | F4V                | 17,5                | 2,98              | 1,63                          |
| TYC 5330-1720-1 | B4V                | 18,28               | −0,45             | −1,71                         |
| TYC 5330-1702-1 | G3V                | 19,01               | 4,41              | 3,23                          |